# رایزلی، بدفوردشر
رایزلی (به انگلیسی: Riseley) یک روستا و محله مدنی در بریتانیا است که در Bedford واقع شده‌است. رایزلی ۱٬۲۸۶ نفر جمعیت دارد.